# Нонпрогрессор
Нонпрогрессоры — люди, у которых обнаружены антитела к ВИЧ, но которые на протяжении 15—20 лет не проявляют признаков болезни. Уровень клеток с рецепторами CD4 остаётся в пределах нормы. За весь срок наблюдения с момента открытия вируса их состояние остаётся нормальным.
Следует отметить трудность интерпретации термина «нонпрогрессоры». В случае, если за время наблюдения у них будет обнаружено и вылечено, например, воспаление лёгких, то они из этой категории выбывают, так как заболевание считается ВИЧ-ассоциированным.
Нонпрогрессоры составляют всего лишь от 0,2 % до 5 % людей, живущих с ВИЧ.
Для нонпрогрессоров характерны несколько особенностей, которых нет у других ВИЧ-инфицированных людей: сильные иммунные цитотоксические реакции Т-лимфоцитов, генетические полиморфизмы в некоторых генах, связанных с иммунной системой, а также заражение ослабленными штаммами вируса и др. Исследователи ВИЧ и СПИДа полагают, что эти факторы обусловливают отсутствие у нонпрогрессоров СПИДа в течение долгого времени. Следует также отметить, что у значительной части нонпрогрессоров СПИД все же развивается, хотя и значительно позже, чем у других ВИЧ-инфицированных.
Термин «нонпрогрессор» применяется исключительно к носителям ВИЧ, но само явление бессимптомного носительства широко известно для многих самых разных инфекций.